# Домен Превц
Домен Превц (Крањ, 4. јун 1999) словеначки је ски-скакач, млађи брат Петера и Ценета Превца. Актуелни је првак Словеније.

## Каријера
На међународним такмичењима дебитовао је 24. фебруара 2013. у ФИС купу у родном Крању, заузевши 26. место. У сезони 2014/15. учествовао је на Европском олимпијском фестивалу младих у Форарлбергу, одакле се вратио са сребрном појединачном и златном екипном медаљом. Исти успех постигао је и на Светском јуниорском првенству 2016. у румунском Рашнову.
Његови добри резултати нису прошли незапажено, па је у сезони 2015/16. уврштен у А-селекцију Словеније. У Светском купу дебитовао је на отварању сезоне у Клингенталу освојивши друго место као члан репрезентације у екипној конкуренцији, док је наредног дана у појединачној конкуренцији био осми. Требало му је само четири наступа да први пут стане на победничко постоље. То му је успело 19. децембра 2015. у Енгелбергу, где је заузео друго место, одмах иза свог брата Петера. То је био први пут у историји Светског купа да су два брата стајала на победничком постољу. До прве победе дошао је 25. новембра 2016. у Кусаму на отварању Светског купа 2016/17. (испред Северина Фројнда и свог брата Петера), након чега је наставио да постиже добре резултате.

## Резултати у Светском купу

### Постоља

#### Појединачно
| Бр. | Датум         | Место      | Скакаоница     | К-тачка | HS     | Скок 1  | Скок 2  | Бодови | Пласман | Победник      |   |
| --- | ------------- | ---------- | -------------- | ------- | ------ | ------- | ------- | ------ | ------- | ------------- | - |
| 1.  | 19. 12. 2015. | Енгелберг  | Титлис         | K-125   | HS 137 | 133,5 м | 134 м   | 283,5  | 2.      | Петер Превц   |   |
| 2.  | 30. 1. 2016.  | Сапоро     | Окурајама      | К-120   | HS 134 | 129,5 м | 134,5 м | 282,8  | 2.      | Петер Превц   |   |
| 3.  | 25. 11. 2016. | Кусамо     | Рукатунтури    | K-120   | HS 142 | 138,5 м | 140,5 м | 321,8  | 1.      | —             | — |
| 4.  | 4. 12. 2016.  | Клингентал | Фогтланд Арена | K-125   | HS 140 | 140 м   | 141 м   | 286,9  | 1.      | —             | — |
| 5.  | 10. 12. 2016. | Лилехамер  | Лисгордсбакен  | K-123   | HS 138 | 142,5 м | 141,5 м | 301,2  | 1.      | —             | — |
| 6.  | 17. 12. 2016. | Енгелберг  | Титлис         | K-125   | HS 140 | 132 м   | 137,5 м | 301,6  | 2.      | Михаел Хајбек |   |
| 7.  | 18. 12. 2016. | Енгелберг  | Титлис         | K-125   | HS 140 | 144 м   | 141,5 м | 305,9  | 1.      | —             | — |
| 8.  | 15. 1. 2017.  | Висла      | Малинка        | K-120   | HS 134 | 130 м   | 132 м   | 270,4  | 3.      | Камил Стох    |   |

#### Екипно
| Сезона   | Датум         | Место     | Скакаоница     | HS     | Пласман |
| -------- | ------------- | --------- | -------------- | ------ | ------- |
| 2015/16. | 21. 11. 2015. | Клигентал | Фогтланд Арена | HS 140 | 2.      |
| 2015/16. | 6. 2. 2016.   | Осло      | Холменколен    | HS 134 | 1.      |
| 2016/17. | 21. 1. 2017.  | Закопане  | Вјелка Крокјев | HS 140 | 3.      |

### Укупни пласман
| Сезона   | Пласман |
| -------- | ------- |
| 2015/16. | 14.     |

### Новогодишња турнеја
| Сезона   | Пласман |
| -------- | ------- |
| 2015/16. | 17.     |
| 2016/17. | 9.      |